# Thoralf Klouman

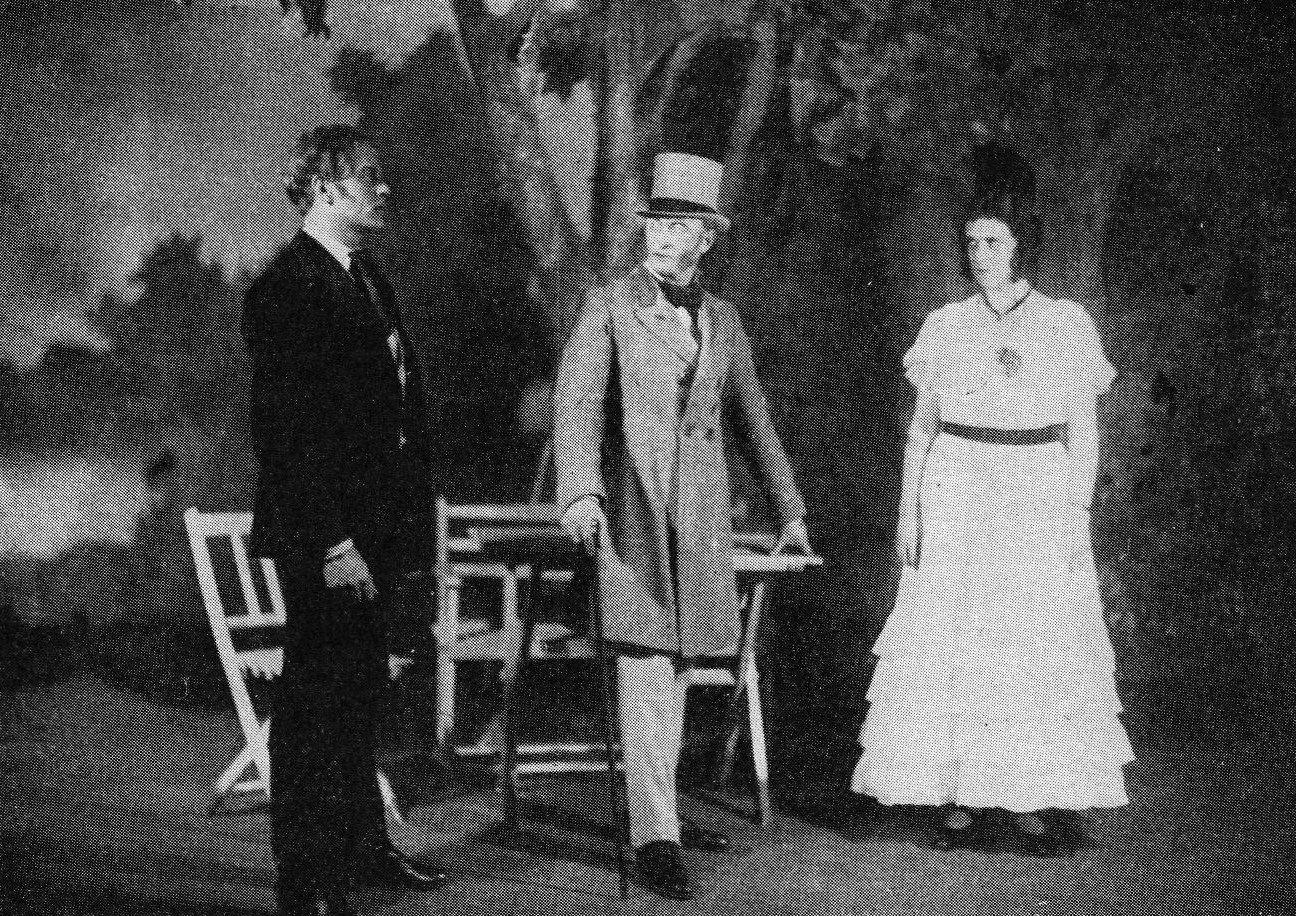
Hans Jacob Nilsen (izq.), Thoralf Klouman y Ellen Isefiær en Kjærlighedens komedie (Centralteatret, 1928)

Thoralf Klouman (26 de abril de 1890-17 de mayo de 1940) fue un ilustrador satírico y actor de nacionalidad noruega.

## Biografía

### Vida personal
Nacido en la villa de Innvik, en el distrito noruego de Nordfjord, sus padres eran Hans Henrik Gerhard Klouman, un médico, y Regina Augusta Emilie Uchermann. Su padre falleció cuando Thoralf tenía dos años de edad, por lo que la familia hubo de mudarse a Oslo. Él se casó con la actriz Borghild Johannessen, y fue cuñado del actor Hauk Aabel . Thoralf Klouman fue el padre del pianista y compositor Carsten Klouman, y de la actriz Wenche Klouman.

### Carrera interpretativa
Klouman debutó como actro teatral en 1908, en el Fahlstrøms Theater de Oslo, participando en la comedia musical de Paul A. Rubens y Austen Hurgon Miss Hook of Holland. Viajó en gira con el Det Nye Teater, y trabajó para el Trondhjems nationale Scene en 1911. Desde 1916 a 1931 actuó en el Centralteatret, entre 1931 y 1936 en el Det Nye Teater, y desde 1936 hasta su muerte en el Carl Johan Teatret.
También actuó en el cine, con filmes como To levende og en død, rodado en 1937. Igualmente, escribió una comedia infantil, Drømmen til Radioland og dit pepperen gror, la cual fue llevada a escena en el Nationaltheatret en 1925.

### Ilustrador
Klouman estudió dibujo en la Academia Nacional de bellas Artes (Statens kunstakademi) en 1914. Dibujó ilustraciones satíricas para los periódicos Dagbladet, Tidens Tegn y Aftenposten. Ilustraciones seleccionadas se publicaron en las colecciones Ondskap (1912), Karikaturer (1917), Tidens tegner (1922) y Kloumans karikaturer (1925). Más de sesenta de sus caricaturas se utilizaron en la monografía de Anton Rønneberg editada con motivo del cincuentenario del Teatro nacional de Oslo.
Klouman fue uno de los pioneros del cine de animación noruego, produciendo en 1917 el film Admiral Palads, referido al Presidente de los Estados Unidos Woodrow Wilson.
En 1927 Klouman hizo una exposición de sus dibujos en el Glaspalast de Viena, la cual habría cosechado muy buenas crítcas de la prensa vienesa, según el sobrino de Klouman, Per Aabel.
Thoralf Klouman falleció en Oslo, Noruega, en 1940.

## Filmografía
- 1934 : Sangen om Rondane[9]
- 1935 : Du har lovet meg en kone![10]
- 1937 : To levende og en død[11]